# Fédération islandaise des échecs
La fédération islandaise des échecs, ou Skáksamband Íslands est l’organe qui s’occupe notamment de promouvoir le jeu d’échecs en Islande, d’organiser le championnat, et d’attribuer les classements Elo aux joueurs. 

## Historique
La fédération a été créée en 1925, et s’est affiliée à la FIDE en 1930 .
L’événement le plus important organisé par cette fédération est le match Ficher-Spassky, dit « le match du siècle », en 1972, dans le cadre du championnat du monde d'échecs.

## Compétitions
Depuis 1937, la fédération organise le championnat d'Islande d'échecs à Reykjavik.